# Podomètre

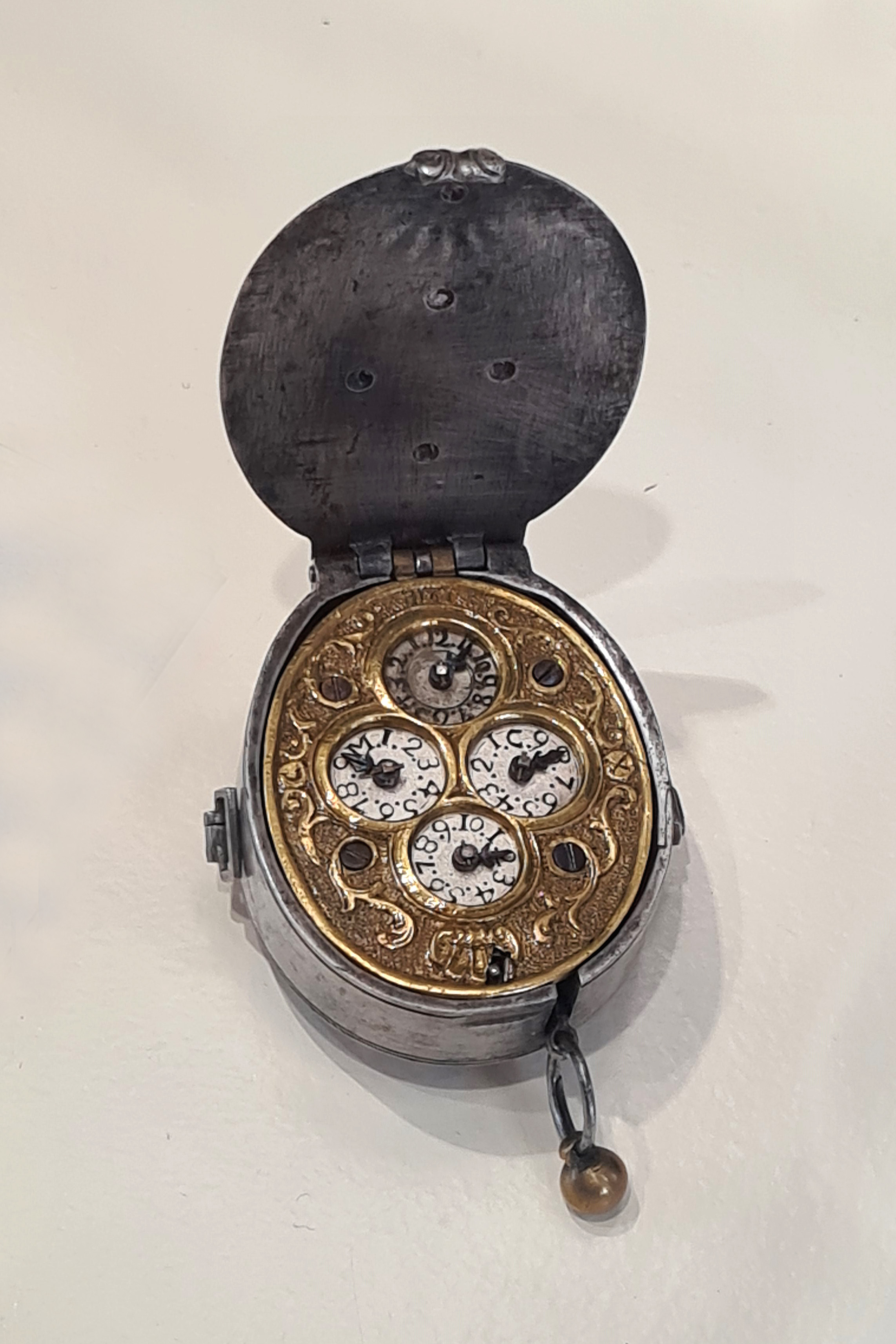
Podomètre français du (probablement utilisé par les pèlerins de Compostelle).

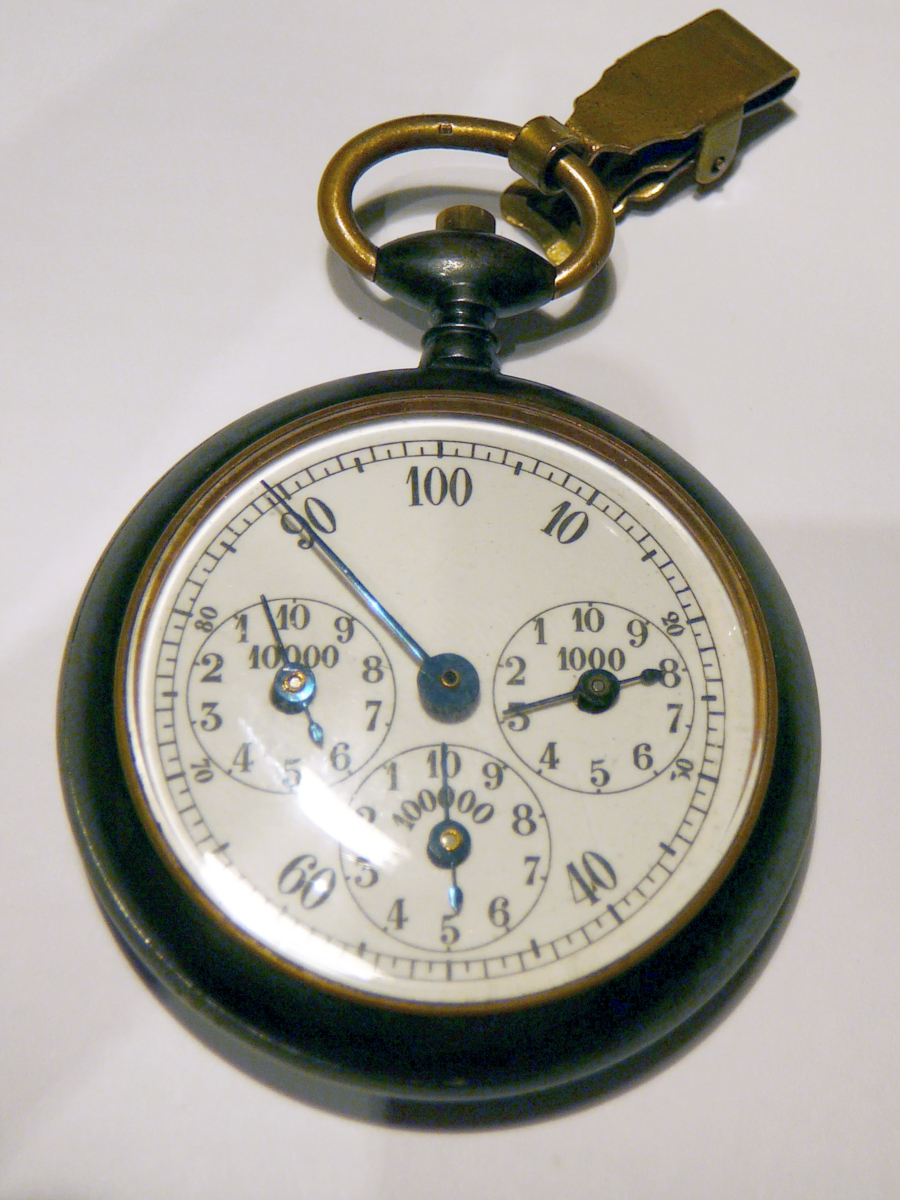
Un podomètre mécanique.

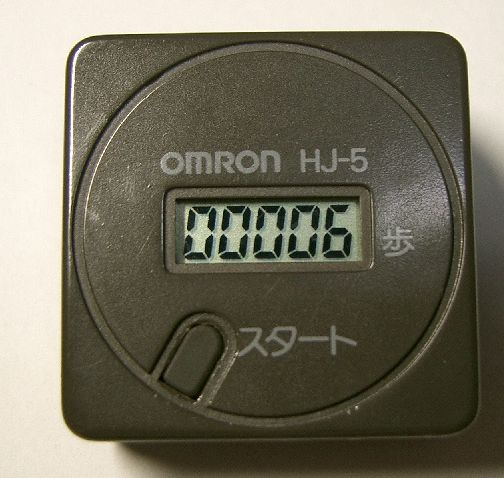
Un podomètre électronique.

Un podomètre est un dispositif portable sensible au mouvement permettant de mesurer en temps réel le nombre de pas d'une personne, lui évitant d'avoir à compter par elle-même son nombre de pas ou d'utiliser un ergomètre. Il permet également, par l'étalonnage des pas du porteur, de donner une estimation de la distance parcourue correspondante. Certains podomètres enregistrent également par erreur des mouvements autres que la marche, tels que le mouvement effectué pour attacher ses chaussures ou les heurts sur les routes causés par la conduite d'un véhicule, bien que les appareils les plus avancés enregistrent moins de ces faux mouvements. Il est généralement conçu pour être porté au niveau de la ceinture, position qui confère la meilleure précision.
Les podomètres sont intégrés à un nombre croissant d'appareils électroniques grand public tels que les lecteurs de musique, les smartphones, téléphones mobiles et montres (appelés suiveurs d'activité).

## Généralité
Les podomètres ne donnent qu'une valeur approximative du nombre de pas et donc encore plus approximative de la distance (inclinée) parcourue du fait de la variabilité de l'amplitude du pas ; ce qui est moins le cas des mesures de distances obtenues, après étalonnage, par utilisation d'une roue (odomètre, vélo), ou d'autres outils de mesure tel que le tachéomètre (angles et distance inclinées) ou le GPS (localisation, altitude).

## Intérêt
Ces appareils doivent, avant utilisation, connaître certaines données : date, heure, poids et amplitude du pas (marche, course). Pour un nombre de pas donné, l'amplitude de celui-ci permet de connaître la distance approximative parcourue sur le terrain (distance inclinée), tandis que la saisie du poids permet de connaitre le nombre de calories approximatif dépensé. 
Les podomètres fonctionnent soit grâce à un oscillateur (bruit d'une bille) permettant la détection du mouvement, soit grâce à un accéléromètre, notamment dans les téléphones mobiles.
Aujourd'hui, on trouve aussi des podomètres sous différentes formes : canne de marche (randonneur), lecteur audio mp3, etc.
L'utilisation d'un podomètre encourage l'effort physique et pourrait, par ce biais, être bénéfique à la santé.
Les compteurs de pas peuvent encourager à rivaliser avec soi pour se mettre en forme et perdre du poids. Un total de 10 000 pas par jour — équivalent à 8 km — est recommandé par certains comme étant la référence en matière de mode de vie actif, bien que ce point soit débattu par les experts. Trente minutes de marche modérée équivalent à 3 000 à 4 000 pas. La mortalité toutes causes confondues décroît avec le nombre de pas, jusqu'à 10 000 pas quotidiens. Chez la personne âgée, le nombre de pas est inversement corrélé avec le risque de survenue d'une maladie cardiovasculaire.

## Podomètre logiciel
Les podomètres logiciels s'installent sur les appareils mobiles (téléphones, montres GPS...) dotés d'un accéléromètre et utilisent les différentes techniques comme le GPS, l'audio, le Bluetooth, le réseau mobile, l'appareil photo du téléphone pour permettre respectivement la mesure du trajet/distance, le moniteur audio avec fond musical, la connexion aux périphériques (cardiofréquencemètre, GPS...) , le transfert de ces données vers Internet. Des ceintures brassards (Bluetooth) ont été conçues pour la marche.

### Articles externes
- utiliser un podomètre